# 余干县
餘县是中华人民共和国江西省上饶市所辖的一个县、餘干縣地處江西省東北部，鄱陽湖東南岸，信江下游，東與萬年縣接壤，南毗鷹潭市餘江區、撫州市東鄉區，西連南昌市進賢縣、新建區、南昌縣，北鄰鄱陽縣，與都昌縣隔湖相望，縣人民政府駐玉亭镇。

## 名称由来
餘干縣以境處餘水之而得名，西漢初名餘汗縣，南朝宋永初年間改名餘縣。

## 历史沿革

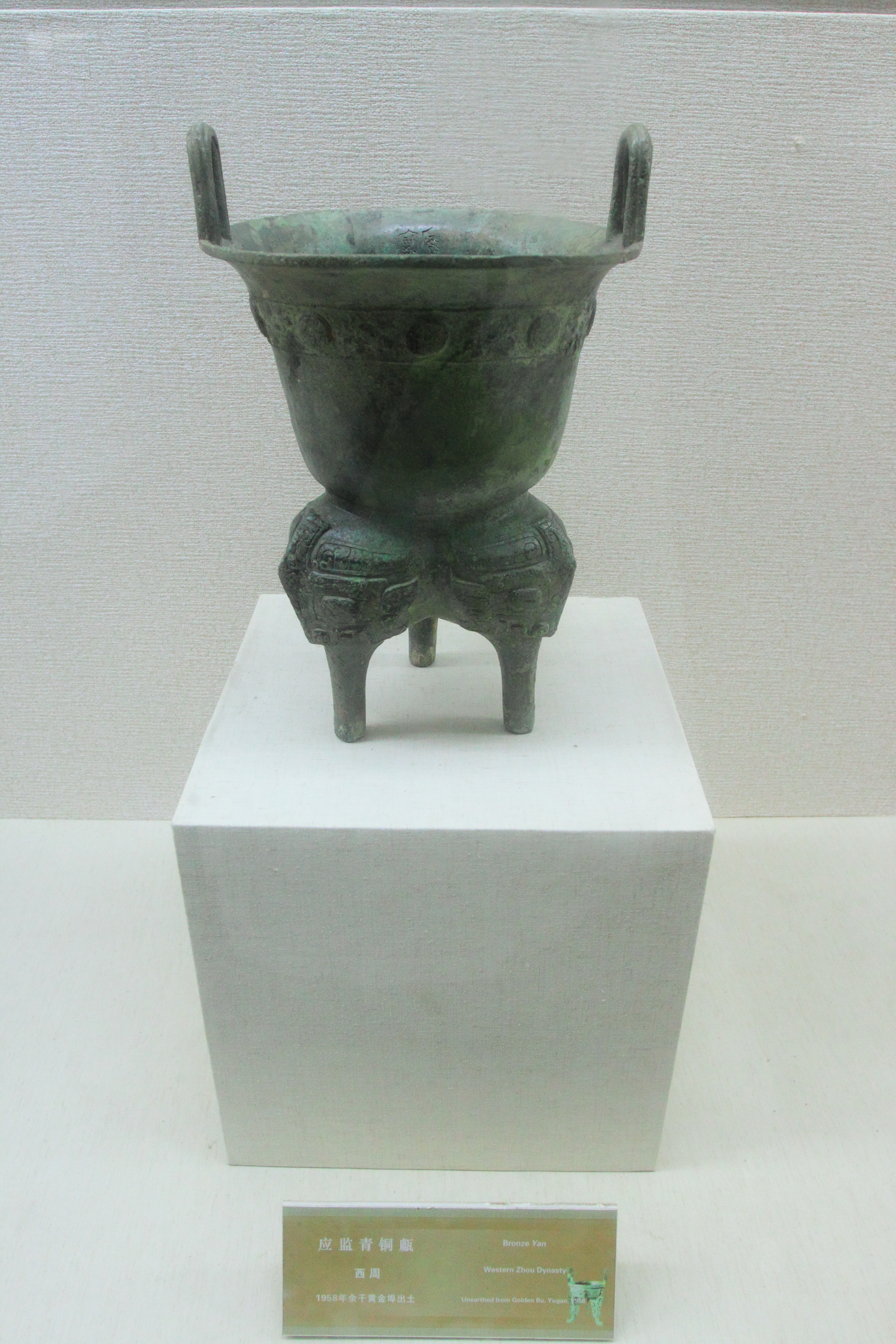
应监青铜甗，西周，1958年余干黄金埠出土

## 历史沿革[3]
秦（前221年）置县，曾改名“餘汗”、“治”。
元元贞二年（1296年），曾升县为州。

### 设县前
- 夏、商为先越域地。
- 西周为越（国）域地。
- 春秋战国先后属吴、越、楚国。

### 秦朝
- 秦始皇二十六年（前221），设余干县，属九江郡，辖兹、义、善乡。

### 汉朝
- 西汉高祖五年（前202），属淮南国。
- 六年（前201），更名余汗县，属淮南国豫章郡，辖兹、义、善、乐安、葛兴、葛阳、晋兴乡。
- 新莽始建国元年（9），易名治干县。
- 东汉建武元年（25），复名余汗县。
- 汉熹平七年（178），析乐安乡设乐平县。
- 汉兴平元年（194），余干地归孙吴管辖，属庐陵郡。
- 约汉建安四年（199），析东境地设上饶县。
- 十五年（209），析葛兴、葛阳乡设葛兴县、葛阳县（今弋阳县），属鄱阳郡。

### 孙吴
- 三国吴属扬州。

### 晋朝
- 晋元康元年（291），析晋兴乡设晋兴县。
- 晋建兴元年（313），改晋兴县为兴安县，不久即废并入余汗县县境。[4]

### 南北朝
- 南朝宋永初元年（420），复名余干县，撤晋兴县并入余干县境。
- 梁承圣二年（553），属吴州。
- 陈天嘉年间（560—566），以兴安县故地设安仁县。
- 光大二年（568），属鄱阳郡。
- 太建十三年（580），属吴州。

### 隋朝
- 隋开皇九年（589），属饶州，划安仁县并入余干县。
- 太业三年（607），属鄱阳郡。

### 唐朝
- 唐武德四年（621），属洪州都督府饶州，以兴安县地域设长城县、玉亭县。
- 八年（625），划长城县、玉亭县并入余干县。
- 贞观元年（627），属江南道饶州。
- 开元二十一年（733），属江南西道饶州。
- 天宝元年（742），属鄱阳郡。
- 乾元元年（758），属饶州。
- 永泰元年（765），析玉亭县域地和弋阳县西境设贵溪县。

### 五代十国
- 五代南唐天祐三年（906），析习泰、泰安、安乐、福应四乡并入钟陵县。
- 南唐兴平二年（938），属永平军，原并入钟陵县四乡划归余干县。

### 宋朝
- 北宋端拱三年（990），属江南东路饶州。
- 南宋建炎四年（1130），属江南路饶州。
- 绍兴元年（1131），属江南东路饶州。

### 元朝
- 元至元十四年（1277），属江浙行省饶州路总管府。
- 元贞元年（1295），县升为散州余干州。
- 至正二十一年（1361），属江西行省鄱阳府。

### 明朝、清朝
- 明洪武二年（1369），复名余干县，属江西承宣布政使司九江道饶州府。
- 正德七年（1512），析万春、万年、政新乡及鄱阳、乐平、贵溪县部分域地设万年县，析习泰乡三图及临川、金溪、进贤县部分域地设东乡县。
- 清顺治二年（1645），属广饶九南兵备道饶州府。

### 民国
- 1914年，属江西省浔阳道。
- 1926年，直隶江西省。
- 1932年，属第四行政区。
- 1936年，改属第六行政区。

### 中华人民共和国
- 1949年，隶属乐平专区。
- 1950年，属浮梁专区。
- 1952年９月，属上饶专区。
- 1966年2月1日，国务院公布第一批简化汉字，“餘”省“食”存“余”为余干。
- 1971年４月，属上饶地区。
- 2000年10月，属上饶市。沿用至今。

## 行政区划
余干县下辖9个镇、11个乡：
玉亭镇、瑞洪镇、黄金埠镇、古埠镇、乌泥镇、石口镇、杨埠镇、九龙镇、社赓镇、康山乡、东塘乡、大塘乡、鹭鸶港乡、三塘乡、洪家嘴乡、白马桥乡、江埠乡、枫港乡、大溪乡、梅港乡、渔池湖水产场、县良种场、李梅林场、康山垦总场、禾斛岭垦殖场、峡山林场和信丰垦殖场。

### 县治变迁
- 秦置余干县(一说西汉置县)，因居余水(今信江)之涯得名，别名干越，治今县东北，属九江郡。[6]
- 西汉作余汗，移治今址，属豫章郡。[6]

## 人口
根據第七次人口普查數據，截至2020年11月1日零時，餘干縣常住人口為840498人。

## 地理
西为鄱阳湖区，中部为鄱阳湖平原。

## 交通
- 206国道经县东部。
- 236国道、 353国道过境。
- 102省道、 208省道
- 昌万公路，2004年6月昌万公路建成通车以来，余干至南昌的距由原先的175公里减少为74公里，车程由3个多时减少不到1小时。使得余干成为南昌的经济后花园。
- 宜丰联络线，2010年正式动工建设，未来将会更大程度地拉动余干经济的发展。

## 经济
2011年GDP为79.2066亿元。

## 风景名胜
现有上饶市文物保护单位6处：胡居仁墓（梅港大山底村狮子山），赵汝愚墓（枫港乡西坪村），宋代中桥（古埠镇古埠街），忠臣庙（康山乡），小石山摩崖石刻（玉亭镇石山村），墨池（玉亭镇东山岭）
- 余干八景：羊角秋风，宸翰梅岩、琵琶春涨、陆羽茶灶、冠冕山横、市湖渔唱、龙池夜月、昌谷僧钟[來源請求]

## 宗教
余干县有基督徒9万余人，占人口十分之一，基督教登记堂点324个。江埠乡则超过人口的三分之一。